# Референдумы в Швейцарии (1923)
Референдумы в Швейцарии проходили 18 февраля, 15 апреля и 3 июня 1923 года. В феврале проходили референдумы по защитным арестам и по федеральной резолюции о французско-швейцарских отношениях относительно формирования зоны свободной торговли в Верхней Савойе. Апрельский референдум касался гражданской инициативы по обеспечению прав граждан в вопросах о тарифах. В июне прошёл Конституционный референдум по поправкам к Статьям 31 и 32-бис, касающихся алкогольной продукции. Все 4 референдума были отвергнуты.

## Избирательная система
Референдумы по защитным арестам и тарифам были гражданскими инициативами и требовали двойного большинства для одобрения.  Референдум по французско-швейцарским отношениям был факультативным и для его одобрения было достаточно большинства голосов избирателей. Конституционный референдум был обязательными и требовали двойного большинства для одобрения.

## Результаты

### О защитных арестах
| Выбор                                | Общее голосование | Общее голосование | Кантоны | Кантоны | Кантоны |
| Выбор                                | Голосов           | %                 | Полных  | Полу-   | Всего   |
| ------------------------------------ | ----------------- | ----------------- | ------- | ------- | ------- |
| За                                   | 55 145            | 11,0              | 0       | 0       | 0       |
| Против                               | 445 606           | 89,0              | 19      | 6       | 22      |
| Пустых бюллетеней                    | 25 109            | –                 | –       | –       | –       |
| Недействительных бюллетеней          | 1 016             | –                 | –       | –       | –       |
| Всего                                | 526 876           | 100               | 19      | 6       | 22      |
| Зарегистрированных избирателей/ Явка | 989 661           | 53,2              | –       | –       | –       |
| Источник: Nohlen & Stöver            |                   |                   |         |         |         |

### Отношения с Францией
| Выбор                                | Голосов | %    |
| ------------------------------------ | ------- | ---- |
| За                                   | 93 982  | 18,5 |
| Против                               | 414 305 | 81,5 |
| Пустых бюллетеней                    | 19 515  | –    |
| Недействительных бюллетеней          | 1 024   | –    |
| Всего                                | 528 736 | 100  |
| Зарегистрированных избирателей/ Явка | 989 661 | 53,4 |
| Источник: Nohlen & Stöver            |         |      |

### Тарифы
| Выбор                                | Общее голосование | Общее голосование | Кантоны | Кантоны | Кантоны |
| Выбор                                | Голосов           | %                 | Полных  | Полу-   | Всего   |
| ------------------------------------ | ----------------- | ----------------- | ------- | ------- | ------- |
| За                                   | 171 020           | 26,8              | 0       | 1       | 0,5     |
| Против                               | 467 876           | 73,2              | 19      | 5       | 21,5    |
| Пустых бюллетеней                    | 10 813            | –                 | –       | –       | –       |
| Недействительных бюллетеней          | 1 450             | –                 | –       | –       | –       |
| Всего                                | 651 159           | 100               | 19      | 6       | 22      |
| Зарегистрированных избирателей/ Явка | 990 202           | 65,8              | –       | –       | –       |
| Источник: Nohlen & Stöver            |                   |                   |         |         |         |

### Конституционные поправки
| Выбор                                | Общее голосование | Общее голосование | Кантоны | Кантоны | Кантоны |
| Выбор                                | Голосов           | %                 | Полных  | Полу-   | Всего   |
| ------------------------------------ | ----------------- | ----------------- | ------- | ------- | ------- |
| За                                   | 262 688           | 42,2              | 9       | 2       | 10      |
| Против                               | 360 397           | 57,8              | 10      | 4       | 12      |
| Пустых бюллетеней                    | 11 931            | –                 | –       | –       | –       |
| Недействительных бюллетеней          | 1 575             | –                 | –       | –       | –       |
| Всего                                | 636 591           | 100               | 19      | 6       | 22      |
| Зарегистрированных избирателей/ Явка | 985 774           | 64,6              | –       | –       | –       |
| Источник: Nohlen & Stöver            |                   |                   |         |         |         |